# Schismatogobius bruynisi
Schismatogobius bruynisi es una especie de pez de la familia de los Gobiidae en el orden de los Perciformes.

## Morfología
Los machos pueden llegar a alcanzar los 4,9 cm de longitud total.

## Hábitat
Es un pez de Agua dulce, de clima tropical y demersal.

## Distribución geográfica
Se encuentran en Indonesia, las Filipinas

## Observaciones
Es inofensivo para los humanos. 